# Amblystegium trifarium
Amblystegium trifarium là một loài rêu trong họ Amblystegiaceae. Loài này được F. Weber & D. Mohr De Not. mô tả khoa học đầu tiên năm 1867.